# 613 Ginevra
613 Ginevra
613 Ginevra là một tiểu hành tinh ở vành đai chính. Nó được August Kopff phát hiện ngày 11.10.1906 ở Heidelberg và được đặt theo tên Ginevra, tên họ của phụ nữ Đức (người nổi tiếng nhất là Guinevere, vợ của vua Arthur)